# Laccophilus guttalis
Laccophilus guttalis är en skalbaggsart som beskrevs av Régimbart 1893. Laccophilus guttalis ingår i släktet Laccophilus och familjen dykare. Inga underarter finns listade i Catalogue of Life.